# Droga R0 (Belgia)
Droga R0 lub Obwodnica Brukseli (fla. Ring rond Brussel, fra. Ring de Bruxelles) – obwodnica Brukseli, stolicy Belgii, o parametrach autostrady.
Obwodnica łączy najważniejsze autostrady dochodzące do Brukseli. Jednocześnie pełni funkcję drogi tranzytowej. Jej odcinki pokrywają się z trasami europejskimi E19 i E40.